# Chris Wells (hockey sur glace)
Pour les articles homonymes, voir Chris Wells et Wells.
Chris Wells (né le 12 novembre 1975 à Calgary dans la province de l'Alberta au Canada) est un joueur professionnel retraité de hockey sur glace ayant évolué à la position de centre.

## Carrière en club
Wells a commencé en jouant dans la Ligue de hockey de l'Ouest pour les Thunderbirds de Seattle en 1991-1992 avant d'être choisi en 1994 au repêchage d'entrée dans la Ligue nationale de hockey par les Penguins de Pittsburgh en première ronde (24e choix).
Il évolue au début de la saison 1994-95 dans la Ligue internationale de hockey mais finit la saison avec son équipe de la LHOu avant de rejoindre les Penguins pour la saison 1995-1996.
La saison suivante, il rejoint les Panthers de la Floride mais il n'arrive pas à avoir une vraie place dans les franchises de la LNH. Il passe alors du temps dans la Ligue américaine de hockey puis dans l'ECHL (avec les Nailers de Wheeling).
En 2002-03, il quitte l'Amérique du Nord et rejoint le championnat de Russie de hockey sur glace et le club Amour Khabarovsk. Il met fin à sa carrière en 2003-04 après une saison dans le championnat d'Italie de hockey sur glace pour le club de Milan.

## Statistiques de carrière
| Saison     | Équipe                   | Ligue      |     | Saison régulière | Saison régulière | Saison régulière | Saison régulière | Saison régulière |   | Séries éliminatoires | Séries éliminatoires | Séries éliminatoires | Séries éliminatoires | Séries éliminatoires |
| Saison     | Équipe                   | Ligue      | PJ  | B                | A                | Pts              | Pun              | PJ               | B | A                    | Pts                  | Pun                  |                      |                      |
| 1991-1992  | Thunderbirds de Seattle  | LHOu       | 64  | 13               | 8                | 21               | 80               | 11               | 0 | 0                    | 0                    | 15                   |                      |                      |
| 1992-1993  | Thunderbirds de Seattle  | LHOu       | 63  | 18               | 37               | 55               | 111              | 5                | 2 | 3                    | 5                    | 4                    |                      |                      |
| 1993-1994  | Thunderbirds de Seattle  | LHOu       | 69  | 30               | 44               | 74               | 150              | 9                | 6 | 5                    | 11                   | 23                   |                      |                      |
| 1994-1995  | Thunderbirds de Seattle  | LHOu       | 69  | 45               | 63               | 108              | 148              | 3                | 0 | 1                    | 1                    | 4                    |                      |                      |
| 1994-1995  | Lumberjacks de Cleveland | LIH        | 3   | 0                | 1                | 1                | 2                |                  |   |                      |                      |                      |                      |                      |
| 1995-1996  | Penguins de Pittsburgh   | LNH        | 54  | 2                | 2                | 4                | 59               |                  |   |                      |                      |                      |                      |                      |
| 1996-1997  | Lumberjacks de Cleveland | LIH        | 15  | 4                | 6                | 10               | 9                |                  |   |                      |                      |                      |                      |                      |
| 1996-1997  | Panthers de la Floride   | LNH        | 47  | 2                | 6                | 8                | 42               | 3                | 0 | 0                    | 0                    | 0                    |                      |                      |
| 1997-1998  | Panthers de la Floride   | LNH        | 61  | 5                | 10               | 15               | 47               |                  |   |                      |                      |                      |                      |                      |
| 1998-1999  | Panthers de la Floride   | LNH        | 20  | 0                | 2                | 2                | 31               |                  |   |                      |                      |                      |                      |                      |
| 1998-1999  | Beast de New Haven       | LAH        | 9   | 3                | 1                | 4                | 28               |                  |   |                      |                      |                      |                      |                      |
| 1999-2000  | Panthers de Louisville   | LAH        | 31  | 8                | 10               | 18               | 20               |                  |   |                      |                      |                      |                      |                      |
| 1999-2000  | Wolf Pack de Hartford    | LAH        | 14  | 2                | 2                | 4                | 6                | 20               | 3 | 4                    | 7                    | 38                   |                      |                      |
| 1999-2000  | Panthers de la Floride   | LNH        | 13  | 0                | 0                | 0                | 14               |                  |   |                      |                      |                      |                      |                      |
| 2000-2001  | Grizzlies de l'Utah      | LIH        | 43  | 6                | 6                | 12               | 33               |                  |   |                      |                      |                      |                      |                      |
| 2001-2002  | Nailers de Wheeling      | ECHL       | 60  | 18               | 31               | 49               | 80               |                  |   |                      |                      |                      |                      |                      |
| 2001-2002  | Pirates de Portland      | LAH        | 3   | 0                | 0                | 0                | 0                |                  |   |                      |                      |                      |                      |                      |
| 2002-2003  | Amour Khabarovsk         | Superliga  | 22  | 3                | 5                | 8                | 46               |                  |   |                      |                      |                      |                      |                      |
| 2002-2003  | Rivermen de Peoria       | ECHL       | 9   | 3                | 4                | 7                | 24               |                  |   |                      |                      |                      |                      |                      |
| 2003-04    | Milan                    | Série A    | 23  | 17               | 11               | 28               | 59               | 9                | 1 | 8                    | 9                    | 32                   |                      |                      |
| Totaux LNH | Totaux LNH               | Totaux LNH | 195 | 9                | 20               | 29               | 193              | 3                | 0 | 0                    | 0                    | 0                    |                      |                      |